# Job ter Burg
Job ter Burg (Maarn, 13 september 1972) is een Nederlandse filmeditor.

## Biografie
Ter Burg studeerde af in de vakrichting montage aan de Nederlandse Film en Televisie Academie (NFTA) (1992-1996), na twee jaar Theater-, Film- en Televisiewetenschap aan de Universiteit Utrecht (1990-1992) en het gymnasium (alpha) aan het Revius Lyceum te Doorn (1984-1990).
Ter Burg begon als editor van voornamelijk televisiedocumentaires, maar zette de samenwerking met voormalig klasgenoot Martin Koolhoven voort met Duister licht (1997) en Suzy Q (1999), waarna hij zich voornamelijk op het monteren van speelfilms richtte. Monteerde voor oud-studiegenoot Pieter Kuijpers onder meer diens debuutfilm Van God Los (2003). In 2005/2006 deed Ter Burg de montage van Zwartboek (2006), Paul Verhoevens eerste Nederlandse film sinds 20 jaar. In 2013 werd Alex van Warmerdams Borgman als eerste Nederlandse film in 38 jaar geselecteerd voor de hoofdcompetitie van het Festival de Cannes. In 2016 was Ter Burg in Cannes met Paul Verhoevens Elle en in Venetië met Martin Koolhovens Brimstone. In 2021 ging Paul Verhoevens Benedetta in première en was Alex van Warmerdams Nr. 10 de slotfilm van het Nederlands Film Festival.
Ter Burg is regelmatig gastdocent en gaf lezingen en masterclasses over filmmontage aan onder andere de Nederlandse Filmacademie, het Nederlands Film Festival, de Universiteit Utrecht, de Rutger Hauer Film Factory, Berlinale Talents en de School Of Visual Arts in New York.
In 2015 werd hij uitgenodigd om lid te worden van de Film Editors Branch van de prestigieuze Amerikaanse Academy of Motion Picture Arts and Sciences, in 2016 werd hij gekozen tot actief lid van American Cinema Editors, in 2017 trad hij toe tot de Franse Académie des Arts et Techniques du Cinema (Académie des César) en in 2020 werd hij lid van de British Academy of Film and Television Arts.

## Filmografie

### Films
- 2001: AmnesiA
- 2001: De grot
- 2002: Loenatik: de moevie
- 2003: Liever verliefd
- 2003: Van God Los
- 2004: Het Zuiden
- 2004: Snowfever
- 2005: Off Screen
- 2005: Allerzielen (segment "Dylan")
- 2005: Het schnitzelparadijs
- 2005: Knetter
- 2006: Zwartboek
- 2006: 'n Beetje Verliefd
- 2008: Zomerhitte
- 2008: Oorlogswinter
- 2009: De laatste dagen van Emma Blank
- 2010: Tirza
- 2010: Foeksia de Miniheks
- 2011: Alle tijd
- 2011: Bringing Up Bobby
- 2012: Süskind
- 2013: Borgman
- 2013: Hoe duur was de suiker
- 2014: Bloedlink
- 2015: Schneider vs. Bax
- 2016: Elle
- 2016: Brimstone
- 2017: The Little Vampire 3D
- 2019: Instinct
- 2019: The Informer
- 2021: Ainbo
- 2021: Benedetta
- 2021: Nr. 10
- 2022: Zee van Tijd
- 2024: The Watchers

### Televisiefilms
- 1997: Duister licht
- 1999: Suzy Q
- 1999: De Kapsalon
- 2003: www.eenzaam.nl
- 2003: Julie & Herman
- 2005: Staatsgevaarlijk
- 2006: De uitverkorene

## Prijzen
- Winnaar Gouden Kalf voor Beste Montage voor Tirza (2010).
- Winnaar ICS Award voor Beste Montage voor Elle (2017).
- Genomineerd voor een César voor Beste Montage voor Elle (2017).
- Driemaal genomineerd voor een Gouden Kalf voor Beste Montage: voor Schneider vs. Bax (2015), Het schnitzelparadijs (2005) en voor Van God Los (2003).

## Trivia
- Ter Burg is de jongste zoon van componist Wim ter Burg (1914-1995).
- Lid van de adviescommissie lange speelfilm van het Nederlands Fonds voor de Film van 2006-2009.
- Medeoprichter en voorzitter van de Nederlandse vereniging van Cinema-Editors (NCE).